# Ennomos effuscaria
Ennomos effuscaria là một loài bướm đêm trong họ Geometridae.